# Folclorul irlandez
Folclorul irlandez (în irlandeză béaloideas) însumează basme populare, balade, muzică, dans și așa mai departe, practic, toată cultura populară.
Pentru mulți oameni, folclorul irlandez evocă imagini cu banshees (spirite), zâne, spiriduși și oameni care se strâng laolaltă și spun povești. Multe povești și legende au fost transmise din generație în generație, la fel și dansurile și cântecele cu prilejul unor evenimente importante precum nunți, comemorări, zile de naștere și sărbători sau tradițiile artizanale. Toate cele de mai sus pot fi considerate parte integrantă a folclorului, deoarece acesta studiază și valorifică modul în care au trăit oamenii.

## Definiție
Pentru cei nefamiliarizați cu literatura irlandeză, folclorul irlandez poate părea un pic alambicat. Diarmuid Ó Giolláin, de exemplu, a afirmat că folclorul nu poate fi definit în mod clar.
Bo Almqvist (c. 1977) a dat o definiție exhaustivă, conform căreia folclorul cuprinde „totalitatea culturii populare, spirituale și materiale”, și a inclus tot ce este menționat în A Handbook of Irish Folclore - Manualul Folclorului Irlandez (1942) al lui Seán Ó Súilleabháin.
Abia în 1846, scriitorul englez William Thoms a inventat cuvântul „folclor” pentru a desemna „manierele, obiceiurile, observațiile, superstițiile, baladele, proverbele etc. din vechime”. Termenul a fost tradus pentru prima dată în irlandeză ca béaloideas (lit. „instruire orală”) în 1927.

### Povești și cântece populare
În mod tradițional, se spuneau povești în jurul focului, iar astfel de adunări sociale, cu muzică și dans tradițional irlandez, sunt numite de unii cèilidh, deși acesta este un termen împrumutat. din gaelica scoțiană. La ocaziile speciale, precum Crăciunul, Halloween (Oíche Shamhna, ajunul Samhainului), Beltane, ținut în prima zi a lunii mai, sau Ziua Sf. Patrick, se spuneau aceste povești, se cânta și se dansa. Folclorul irlandez este strâns legat de cobză și scripcă, de muzica tradițională irlandeză și dansul popular.
Bocetul Caoineadh Airt Uí Laoghaire compus de Eileen Dubh Ní Chonaill în amintirea soțului ei este o operă poetică transmisă prin tradiția populară. 
Pe lângă basme și legende, genurile folcloristice sunt completate și de memorii, credințe și declarații de credință.

### Meșteșuguri și cunoașterea plantelor
Tot din folclorul irlandez fac parte și meșteșugurile transmise, cum ar fi împletitul coșurilor sau crucile Sfintei Bridget.
De exemplu, coșuri de răchită puțin adânci numite skeeoges, pe post de strecurătoare (pentru a scurge apa în care au fiert cartofii) au fost atestate în zona Co. Wexford, de către Patrick Kennedy, în secolul al XIX-lea. Ulterior, un colecționar de folclor  nu a putut stabili cu exactitate dacă această practică se desfășura în localitate la muncile câmpului în anii 1950 (sau, în varianta revizuită, în anii 1970). Numele acestui coș - skeeoge ar fi fost derivat din cuvântul gaelic pentru „scut” (irlandeză sciath).
Comisia de Folclor Irlandez posedă o vastă colecție de cruci realizate de ziua Sf. Bridget (1 februarie) și diverse obiecte de artizanat din paie împletite etc., adunate din tot ținutul. 
Folclorul poate include, de asemenea, cunoștințe și abilități, cum ar fi cum să construiești o casă, ori pentru a trata o boală, de exemplu, știința plantelor.

## Teme comune

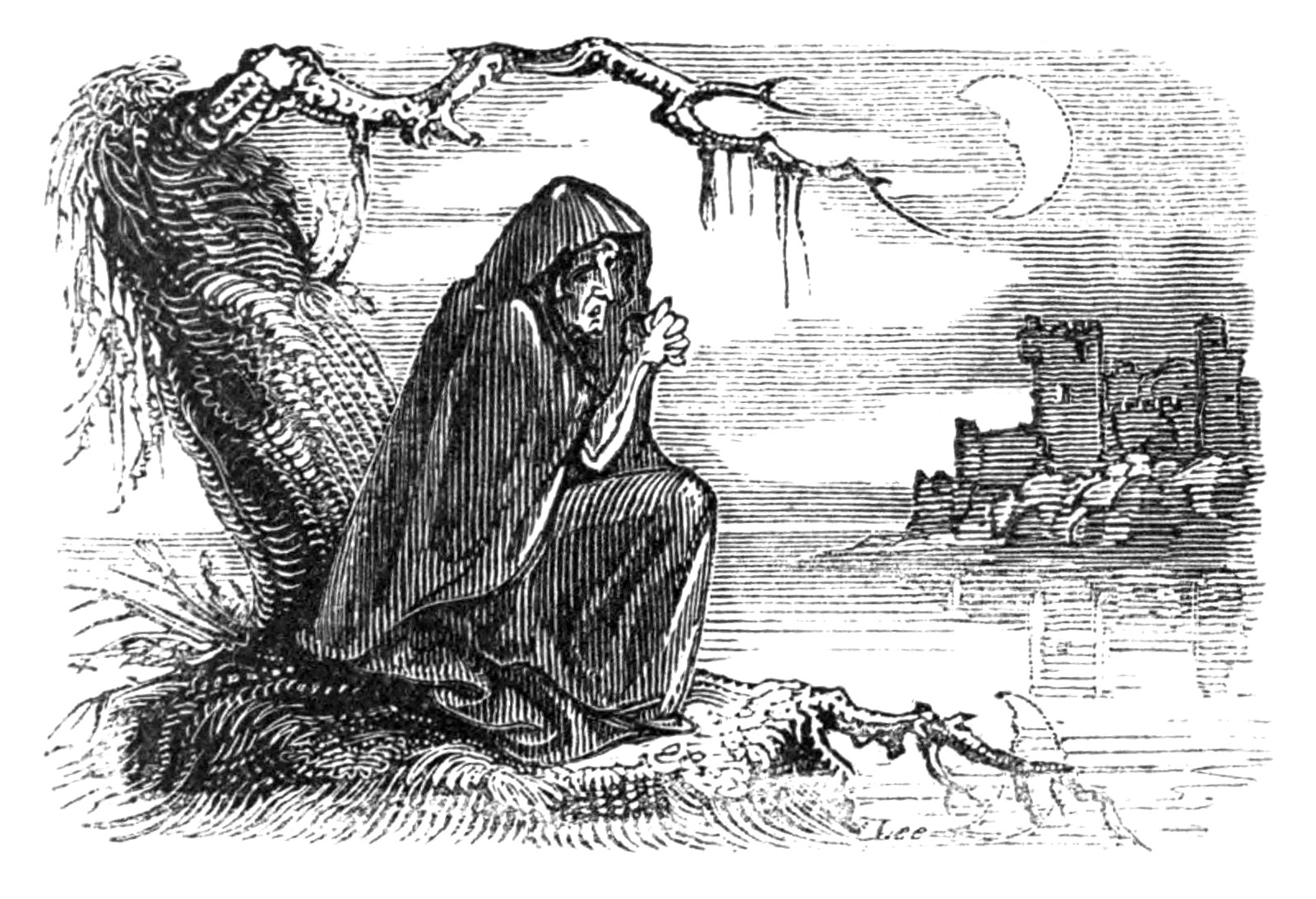
Bunworth Banshee, Legendele și tradițiile zânelor din sudul Irlandei, de Thomas Crofton Croker, 1825

În folclorul irlandez, există anumite motive populare, adesea stereotipuri.

### Zâne
Un comentator îi atribuie lui Andrew Lang definiția generală conform căreia folclorul irlandez ar fi numai și numai despre zâne. Credința în zâne (sidhe) a fost larg răspândită.
Unii, cum ar fi poetul irlandez W.B. Yeats, au împărțit zânele în mai multe categorii și/sau specii (vezi Clasificări ale zânelor). Totuși, zânele irlandeze sunt de obicei împărțite în două categorii principale: rasa zânelor și zânele solitare.
Cei din rasa zânelor (Aos Sí) erau considerați descendenți din Tuatha Dé Danann, o rasă asemănătoare zeilor, care a venit în Irlanda și i-a cucerit pe locuitori. Aceștia sunt descriși ca fiind de dimensiune umană, frumoși, puternici și în armonie cu natura, asemănători cu rasa fantastică a Elfilor din zilele noastre.

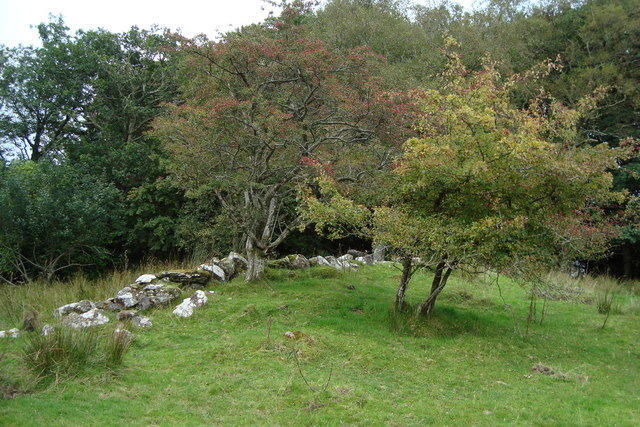
Copaci cu zâne lângă Greenan. Potrivit folclorului despre zâne, se spune că păducelul, cunoscut și ca arbore de zâne, marchează teritoriul acestora.

Zânele solitare sunt, după cum le este și numele, solitare. În loc să trăiască împreună ca rasa zânelor de elită, zânele solitare sunt ascunse și izolate, deseori stau departe de oameni și ies doar pe timp de noapte. Zânele solitare includ o gamă largă de creaturi magice din folclorul irlandez. 
Un tip de zână irlandeză este femeia banshee, mesagerul morții cu plânsul ei înfocat sau de jale pentru moartea cuiva și care este cunoscută sub diverse denumiri.
Un alt tip de zână irlandeză binecunoscută este spiridușul, pe care mulți l-au identificat ca fiind cizmar. Cluricaune este un spirit pe care mulți îl consideră sinonim cu spiridușul, iar Yeats este în dilemă dacă aceștia și far darrig (fear dearg, „omul roșu”) nu cumva sunt unul și același. Mackillop susține că acestea sunt cele trei feluri de zâne solitare, însă Yeats afirmă în continuare că „există și alte zâne solitare”, numindu-i pe Dullahan (călăreți fără cap), Púca și așa mai departe.
Metamorfozarea este adesea atribuită zânelor. Această temă are propriul tip de legendă migratoare, „The Changeling” (ML 5085).

### Ținutul zânelor
Zânele sunt legate și de credința tradițională irlandeză în lumea de dincolo (An Saol Eile).
Fortărețele zânelor și păducelul, cunoscut și sub denumirea de copacul zânelor, sunt locuri în care se crede că ar locui zânele. Prin urmare, modificarea acestor locuri este considerată o gravă lipsă de respect față de zâne.

#### Păducelul
Există mai mulți copaci sacri în Irlanda, dar păducelul singuratic (alias copacul „mai”), în mod special, este considerat bântuit de zâne, iar peticele de iarbă bătătorită de la rădăcina acestuia se spune că s-ar datora zânelor care dansează. Deși mai mult ficțiune literară decât folclor, în două poezii consecutive de Samuel Ferguson, „The Fairy Thorn” (Ghimpele zânelor) și „The Fairy Well of Lagnanay” (Fântâna zânelor din Lagnanay) este descris singuraticul păducel al zânelor (The Whitethorn - Ghimpele alb).

#### Movilele de zâne
Denumirile aos sí sau daoine sídhe („oamenii din sidhe [movile de zâne]”) își au originea în ideea că zânele trăiesc în movile (forturi sau dealuri).
De exemplu, în „Legenda lui Knockgrafton” (numele unui deal), protagonistul pe nume Lusmore este adus în „șanțul” sau fortăreața zânei de vântul stârnit de acestea (irlandeză sidhe gaoithe).

### Saga eroică
Printre alte teme clasice din literatura populară irlandeză se numără și Cú Chulainn, Copiiii lui Lir, Finn MacCool, din legende eroice și tragice medievale.
Materialul folcloric din „Perioada pre-Croker”, conform studiilor lui Bo Almqvist, poate cuprinde diverse texte scrise din epoca medievală (povestirile eroice din Ciclul Ulster, Ciclul Finn, Ciclul Regilor și hagiografia Sf. Patrick și a altor sfinți etc.), cu condiția ca aceste lucrări să nu mai fie considerate legende populare intacte, de sine stătătoare, având în vedere aportul adus de genurile literare „fantezist și fantastic”. Cu toate acestea, ele constituie o sursă excelentă de studiu comparativ, deoarece de multe ori basmele populare culese provin tocmai din aceste legende medievale. Un exemplu este povestea calului lui Cú Chulainn tributară legendei de tip „The Waterhorse as Workhorse” (MLSIT 4086), sau cel puțin așa a susținut C.W. von Sydow.
În secolul al XX-lea, Comisia de Folclor Irlandez a adunat un corp mare de astfel de saga eroice romantice, în special poveștile despre Fionn Mac Cumhail și Fianna.

## Istoria colecționării

### Primii colecționari
În cea mai mare parte a secolului al XIX-lea, de colecția de folclor irlandez s-au ocupat vorbitori de limba engleză, astfel că materialul adunat a fost înregistrat numai în limba engleză.
Thomas Crofton Croker, cel care a compilat Fairy Legends and Traditions of the South of Ireland - Legende despre zâne și tradiții din sudul Irlandei (1825–1828), este considerat unul dintre primii colecționari. Croker este primul dintre cei mai importanți „anticari-folcloriști” (eticheta conferită de Richard Dorson) care s-au format din simpli anticari.

### Povești în limba irlandeză
În Vest, în districtele care formau Gaeltacht, unde se vorbea irlandeza, au fost incluse, de exemplu, Insulele Aran, unde a fost realizată o colecție de folclor de către lingvistul danez Holger Pedersen încă din 1896, deși colecția rezultată nu a fost publicată decât abia după un secol. Dramaturgul J.M. Synge a inclus și câteva basme populare în lucrarea sa, Insulele Aran (1907).

### Comisia de Folclor Irlandez
Séamus Ó Duilearga (James Hamilton Delargy), cel care a fondat Societatea de Folclor Irlandez și revista acesteia, Béaloideas, în 1927, a fost ulterior desemnat să conducă și Comisia de Folclor Irlandez (IFC), înființată de guvernul irlandez în 1935. Seán Ó Súilleabháin a lucrat ca arhivist la IFC încă de la înființarea acesteia. După o pregătire intensă timp de 3 luni la Uppsala, în Suedia, sub tutela lui C.W. von Sydow, cu privire la metodele de arhivare a folclorului, arhivistul a devenit operativ pentru stabilirea politicilor de colectare în cadrul IFC. Unul dintre proiectele lui Ó Súilleabháin a fost Schema Școlilor, în cadrul căruia copiii din școlile primare trebuiau să adune folclor (1937-1938). IFC a creat o rețea de 200 sau 300 de corespondenți în toată Irlanda, cărora le-au fost trimise chestionare ample, prin care li s-au trasat sarcini precise pentru anumite domenii de colectare a folclorului.
În scurt timp, Ó Súilleabháin a alcătuit un ghid practic pentru munca de teren de colectare a folclorului, intitulat Láimh-Leabhar Béaloideasa (1937) în irlandeză, ulterior dezvoltat și publicat în engleză ca A Handbook of Irish Folclore - Manualul folclorului irlandez (1942). Metodologia s-a bazat pe sistemul Uppsala pe care îl studiase Ó Súilleabháin, iar aceste cărți au devenit biblia standard pentru orice colecționar de folclor irlandez.

### Clasificarea basmelor populare
Seán Ó Súilleabháin și Reidar Thoralf Christiansen s-au străduit să catalogheze toate basmele populare internaționale cunoscute din Irlanda, fie prin tipărire, fie prin tradiție orală (începând cu 1956), iar demersul lor a culminat cu The Types of the Irish Folktale - Tipurile de folclor irlandez (1963), o compilație cuprinzând aproximativ 43.000 de versiuni a 700 de povești internaționale.
Christiansen a creat indexului legendelor migratoare norvegiene (indice ML), iar Bo Almqvist l-a adaptat pentru legendele irlandeze, numindu-l MLSIT (adică Tip Irlandez Sugerat pentru Legende Migratoare). Deși se presupune că Tipurile de folclor irlandez se ocupă de basmul popular, dar nu și de legenda populară, s-a descoperit că există unele intersectări între aceste instrumente de studiu comparativ.

## Tendințele sociologice
Folclorul face parte din identitatea națională, iar semnificația sa a evoluat de-a lungul timpului.

### Identitatea irlandeză
În Irlanda, cuvântul Folk Lore ( știința folclorului) are o semnificație profundă pentru popor și reunește societățile, este un cuvânt cu o puternică semnificație ideologică în această țară. Pe scurt, folclorul este o parte importantă a identității naționale.

### Efectele creștinismului asupra folclorului irlandez
În secolul al V-lea, când creștinismul a fost adus în Irlanda pentru prima dată, de către misionari, aceștia nu au reușit să elimine complet folclorul și credințele preexistente în zâne asemănătoare lui Dumnezeu. Totuși, folclorul nu a rămas intact, iar miturile și credințele creștine au fost asimilate, astfel încât folclorul irlandez „să confirme idealurile creștine, dar, în același timp, să rămână fidel sistemelor timpurii de credințe în zâne”. Creștinismul a modificat importanța unor credințe și le-a stabilit un nou loc în folclor. De exemplu, zânele, care anterior fuseseră percepute ca Dumnezeu, au devenit doar magice și mult mai puțin importante. Totodată, a avut loc o fuziune între legendele folclorice și creștinism. Unul dintre exemplele reprezentative în acest sens îl constituie existența unor legende care îl prezintă atât pe Sfântul Patrick, o figură centrală în biserica irlandeză, cât și pe zâne (de exemplu, „Colocviul străbunilor” este un dialog între Sfântul Patrick și fantoma lui Caeilte din clanul Fianna, un vechi clan de războinici celtici).
În ansamblu, folclorul irlandez actual reflectă o absorbție puternică a creștinismului, inclusiv lecția sa de moralitate și credințe spirituale, creând astfel o „marcă singulară a tradiției basmului”.

### Colonizarea engleză
În secolul al XVI-lea, cucerirea de către englezi a înlăturat autonomia politică și religioasă tradițională a țării.

### Marea foamete
Marea foamete din anii 1840, precum și morțile și emigrația provocate de aceasta, au debilitat o cultură gaelică încă puternică, mai ales în rândul proletariatului rural, care reprezenta atunci cea mai tradițională grupare socială. La acea vreme, intelectuali precum Sir William Wilde și-au exprimat îngrijorarea cu privire la devalorizarea credințelor tradiționale:
„In the state of things, with depopulation the most terrific which any country ever experienced, on the one hand, and the spread of education, and the introduction of railroads, colleges, industrial and other educational schools, on the other – together with the rapid decay of our Irish bardic annals, the vestige of Pagan rites, and the relics of fairy charms were preserved, - can superstition, or if superstitious belief, can superstitious practices continue to exist?”

### Societatea modernă
Mai mult decât atât, în ultimele decenii, capitalismul a contribuit la depășirea barierelor regionale speciale, facilitând fuzionarea culturilor (cum ar fi amalgamul dintre Samhain și Halloween).
Toate aceste evenimente au determinat un declin masiv al tradițiilor native gaelice și al limbii irlandeze, astfel că, având în vedere că tradiția irlandeză este, în principal, o tradiție orală, această tendință a avut drept urmare o pierdere a identității și a continuității istorice, în mod similar cu anomia lui Durkheim.

## Istoria populară
Folclorul irlandez abundă în tradiții orale cu referire la subiecte istorice. Acest lucru a fost recunoscut în Manualul de folclor irlandez al lui Seán Ó Súilleabháin, care include un capitol dedicat în mod special colectării „tradiției istorice”. Istoria populară irlandeză era cunoscută în mod obișnuit sub numele de seanchas, un termen definit de Séamus Ó Duilearga drept „tradiție social-istoric conservată oral”. Pe când lucra pe teren în comitatul Fermanagh, folcloristul american Henry Glassie, un pionier în studiul istoriei populare, a observat că, în povestirea irlandeză, „istoria reprezintă un subiect de conversație”. În lucrările sale premiate prin care elogiază rebeliunea irlandeză din 1798, istoricul israelian Guy Beiner a prezentat studii de caz aprofundate despre istoria populară, demonstrând incontestabil valoarea folclorului pentru studiul istoriei sociale și culturale. Beiner a promovat folosirea termenului „istoriografie vernaculară”, despre care afirmă că „se îndepărtează în mod conștient de diviziunile artificiale dintre culturile orale și literare care se află în centrul conceptualizărilor tradiției orale” și permite, de asemenea, includerea surselor de viață populară ce se regăsesc în studiile etnologice ale culturii materiale și vizuale.

## În cultura populară
Pentru folcloristul finlandez Lauri Honko, exploatarea re-contextuală a folclorului reprezintă, practic, „a doua viață”. Materialul folcloric irlandez este folosit din ce în ce mai mult în marketing (cu strategii care să confirme tradiția și autenticitatea produselor), filme și emisiuni TV (Secretele din Kells, făpturile Banshee sunt menționate în emisiuni TV precum Supranatural, Adolescentul vârcolac sau Farmece), cărți (seria de cărți Secretele nemuritorului Nicholas Flamel, romanul Zei americani...), contribuind la crearea unui nou corpus de folclor irlandez.